# Marathon van Amsterdam 1975
De marathon van Amsterdam 1975 werd gelopen op zaterdag 3 mei 1975. Het was de eerste editie van deze marathon en werd georganiseerd wegens het 700-jarig bestaan van Amsterdam. De wedstrijd werd georganiseerd door de atletiekclubs AV 1923, Blauw Wit, Sagitta, ADA, ATOS en Startbaan. De start en de finish waren in het Olympisch Stadion. 
Beste Nederlander was Henk Kalf, die finishte in 2:16.53. Hiermee verbeterde hij het Nederlands record op de marathon, dat met 2:19.07 in handen was van Aad Steylen.
De Deen Jørgen Jensen kwam als eerste over de streep in 2:16.51. De Nederlandse Plonie Scheringa won bij de vrouwen in 3:13.38.

## Uitslagen

### Mannen
| rang   | naam             | land | tijd    |
| ------ | ---------------- | ---- | ------- |
| Goud   | Jørgen Jensen    | DEN  | 2:16.51 |
| Zilver | Henk Kalf        | NED  | 2:16.53 |
| Brons  | Colin Kirkham    | ENG  | 2:17.20 |
| 4      | Cor Vriend       | NED  | 2:20.15 |
| 5      | Ronald Sercombe  | ENG  | 2:23.52 |
| 6      | Torbjoern Larsen | NOR  | 2:24.59 |
| 7      | Joop Keizer      | NED  | 2:27.11 |
| 8      | Piet van Alphen  | NED  | 2:27.14 |
| 9      | Joop Smit        | NED  | 2:27.27 |
| 10     | Rob ter Poorten  | NED  | 2:28.04 |

### Vrouwen
| rang | naam             | land | tijd    |
| ---- | ---------------- | ---- | ------- |
| Goud | Plonie Scheringa | NED  | 3:13.38 |

1975 ·
1976 ·
1977 ·
1978 ·
1979 ·
1980 ·
1981 ·
1982 ·
1983 ·
1984 ·
1985 ·
1986 ·
1987 ·
1988 ·
1989 ·
1990 ·
1991 ·
1992 ·
1993 ·
1994 ·
1995 ·
1996 ·
1997 ·
1998 ·
1999 ·
2000 ·
2001 ·
2002 ·
2003 ·
2004 ·
2005 ·
2006 ·
2007 ·
2008 ·
2009 ·
2010 ·
2011 ·
2012 ·
2013 ·
2014 ·
2015 ·
2016 ·
2017 ·
2018 ·
2019 ·
2020 ·
2021 ·
2022 ·
2023 ·
2024 ·
2025